# خوجاعريق
خوجاعريق هي بلدة في مقاطعة مرحمت في ولاية أنديجان في أوزبكستان.